# Mississippi (Spiel)
Mississippi ist ein Brettspiel des deutschen Spieleautors Roland Siegers für drei bis sechs Personen aus dem Jahr 1987, bei dem ein Wettlauf zwischen mehreren Schaufelraddampfern auf dem Mississippi nachgestellt wird. Das Spiel erschien bei dem Verlag Mattel. 1988 wurde es auf die Auswahlliste des Jurypreises Spiel des Jahres aufgenommen.

## Thema und Ausstattung
Das Spiel ist als Wettlauf von Schaufelraddampfern auf dem Mississippi River für drei bis sechs Mitspieler konzipiert. Die Spieler sind „Kapitäne der ‚Mississippi-Schaufelrad-Dampfschiff-Gesellschaft‘“, die auf einer vorgegebenen Strecke um die Wette fahren und dabei mit dem sehr knapp bemessenen Holz und der Möglichkeit, sich von den gegnerischen Schiffen mitziehen zu lassen, versuchen, als erste das Ziel zu erreichen. Mit dem gleichen Thema beschäftigte sich auch das 1997 erschienene und zum Spiel des Jahres ausgezeichnete Spiel Mississippi Queen, das allerdings eine andere Spielmechanik nutzt und außer dem Thema keine Überschneidungen mit Mississippi hat.
Das Spielmaterial besteht neben der Spieleanleitung aus einem Spielplan mit sechseckigen Feldern, die die Rennstrecke bilden, sechs ebenfalls sechseckigen Spielsteinen, 60 Holzscheiten und einem sechsseitigen Würfel.

## Spielweise

### Spielvorbereitung
Zu Beginn des Spiels wird das Spielbrett in der Tischmitte platziert. Die Spieler bekommen abhängig von der Spielerzahl 10 bis 20 Holzscheite als Brennstoff für ihren Raddampfer und wählen jeweils eine Farbe für ihren Spielstein. Ein Startspieler wird bestimmt, der seine Figur auf das Startfeld setzt. Er würfelt einmal und bestimmt damit die Seite seiner sechseckigen Spielfigur, die am Start in Fahrtrichtung weist. All anderen Spieler beginnen ihren ersten Spielzug auf dieselbe Weise.

### Spielablauf
Im Verlauf des Spiels versuchen die Spieler jeweils, mit ihrem Schiff so weit wie möglich vorzurücken und sich dabei strategisch optimal zu platzieren. Sie haben jeweils zwei Bewegungsmöglichkeiten, den Einsatz und das Sammeln von Holzscheiten und das Anlegen an gegnerische Schiffe.
Der aktive Spieler entscheidet sich zu Beginn des Spielzugs, wie viele Felder er aktiv ziehen möchte. Dabei setzt er für jedes Feld vorwärts in Fahrtrichtung ein Holzscheit ein, für jedes Feld rückwärts erhält er ein Holzscheit aus dem Vorrat. Während der Fahrt und auch während einer Wende darf der Stein nicht gedreht werden, sodass die Zahl, die zu Beginn vorn am Dampfer steht, dort auch nach dem Zug steht. Vor der Fahrt darf der Spieler seinen Dampfer pro Zug einmal kostenlos um eine Position in eine beliebige Richtung drehen, weitere Drehungen kosten jeweils ein Holzscheit. Es dürfen nie zwei Dampfer auf dem gleichen Feld stehen und bei seinem Zug überspringt der Dampfer andere Schiffe, ohne die Felder für seinen Zug mitzuzählen. Ein Schiff darf maximal 15 Felder rückwärts ziehen und bekommt entsprechend maximal 15 Holzscheite in einem Zug. Hat ein Spieler keine Holzscheite, muss er rückwärts ziehen, auch wenn keine Holzscheite mehr im Vorrat sind.
Befindet sich ein Spieler am Ende seiner aktiven Bewegung neben einem anderen Schiff, löst er damit weitere Bewegungen aus. Der Dampfer mit der höheren Zahl an der Berührungsstelle zieht um die Differenz der beiden Wert nach vorn. Legt dieses Schiff dann erneut an einem anderen Schiff an, Zeit wieder das Schiff mit der höheren Zahl an er Berührungsstelle weiter. Legt das Schiff des aktiven Spielers an mehreren Schiffen zugleich an, darf er um die Summe der positiven Differenzen weiterziehen, negative Differenzen werden in dem Fall ignoriert. Hat der Spieler keine positiven Differenzen zu den benachbarten Schiffen, ziehen diese jeweils um die Differenz nach vor, beginnend mit dem Spieler, der als Nächstes in der Spielerreihenfolge dran käme. Alle weiteren Reaktionen, die dadurch für den aktiven Spieler entstehen, werden ausgeführt; Berührungen anderer Spieler untereinander haben keine Auswirkung.

### Spielende und Wertung
Das Spiel endet, wenn ein Spieler das Zielfeld erreicht und damit das Spiel gewinnt.

## Entwicklung und Rezeption
Das Spiel Mississippi wurde von dem deutschen Spieleautor Roland Siegers entwickelt und erschien 1987 bei dem Verlag Mattel. 1988 wurde das Spiel auf die Auswahlliste des Juryprieses Spiel des Jahres aufgenommen, woraufhin Mattel eine Neuauflage mit dem Siegel des Spiel des Jahres veröffentlichte.
Die Jury des Spiel des Jahres beschrieb das Spiel wie folgt:

„Ein taktisches Wettlaufspiel ohne Würfel hat Autor Roland Siegers vorgelegt. Jeder Spieler erhält zur Fortbewegung seines Dampfers eine Anzahl von Holzscheiten. Das Kontingent ist allerdings so knapp bemessen, dass man damit unmöglich bis ins Ziel kommt. Die zusätzlich erforderliche Bewegungsenergie muss man durch geschicktes Anlegen an fremde Dampfer gewinnen. Auf den Seiten der sechseckigen Dampfersteine finden sich nämlich Zahlen von eins bis sechs, und wer beim Anlegen auf eine positive Differenz kommt, darf entsprechend viele Felder weiterziehen. Dabei sind Kettenzüge natürlich besonders raumgreifend. Doch muss man auch achtgeben, nicht versehentlich einen fremden Dampfer flottzumachen …“

## Belege
1. 1 2 3 4 5 6 7  Spieleanleitung Mississippi, Mattel 1987
2. 1 2  Versionen von Mississippi in der Spieledatenbank BoardGameGeek (englisch); abgerufen am 13. März 2021.
3. 1 2  Mississippi auf der Website des Spiel des Jahres e.V.; abgerufen am 13. März 2021.